# گوستا کارلسون
گوستا کارلسون (انگلیسی: Gösta Carlsson; ۲ فوریهٔ ۱۹۰۶ – ۵ اکتبر ۱۹۹۲) دوچرخه‌سوار اهل سوئد بود.
وی در مسابقات کشوری و بین‌المللی در مجموع برندهٔ ۲ مدال برنز شده‌است.